# Дизиче
Дизиче́ (перс. دیزیچه‎) — город в центральном Иране, в провинции Исфахан. Входит в состав шахрестана Мобареке. По данным переписи, на 2006 год население составляло 17 966 человек.

## География
Город находится в южной части Исфахана, в гористой местности восточного Загроса, в левобережной части долины реки Заянде. Абсолютная высота — 1652 метра над уровнем моря.
Дизиче расположен на расстоянии приблизительно 25 километров к юго-юго-западу (SSW) от Исфахана, административного центра провинции и на расстоянии 358 километров к югу от Тегерана, столицы страны. Ближайший гражданский аэропорт расположен в городе Зерриншехр.